# Depāto

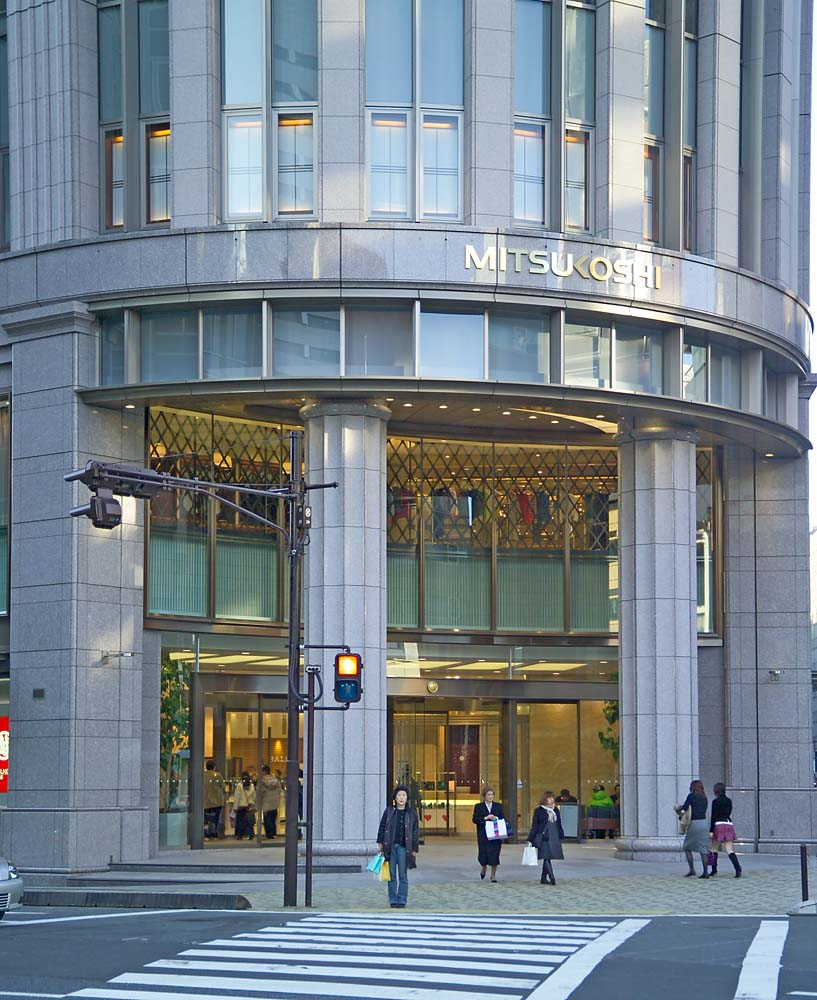
Mitsukoshi in Tokyo

Depāto (jap. デパート; von engl. department store) ist die japanische Bezeichnung für ein Kaufhaus.
Japanische Kaufhäuser zeichnen sich durch umfangreichen Service und großes Warenangebot aus. Zum Service gehören zum Beispiel Begrüßungsdamen in adretten Uniformen, die sich vor jedem neuen Kunden mit der Formel irasshaimase (いらっしゃいませ, dt. „Willkommen“) verbeugen, und sogenannte elevator girls, die in den Aufzügen die Knöpfe bedienen.
Das Sortiment eines typischen Depātos liegt nicht im Niedrigpreissektor, sondern eher im Hochpreissegment der Edelmarken. Deshalb ist auch ein Mitbringsel (Omiyage) aus einem renommierten Depāto, eingepackt in dessen Papier, hoch angesehen.
Japanische Kaufhäuser engagieren sich auch im Bereich der Kunst und stellen in- und ausländische Kunstwerke in ihren Räumen aus. So wurde auch die Ausstellung der Mona Lisa in Japan im Jahr 1974 von einem Kaufhaus organisiert.

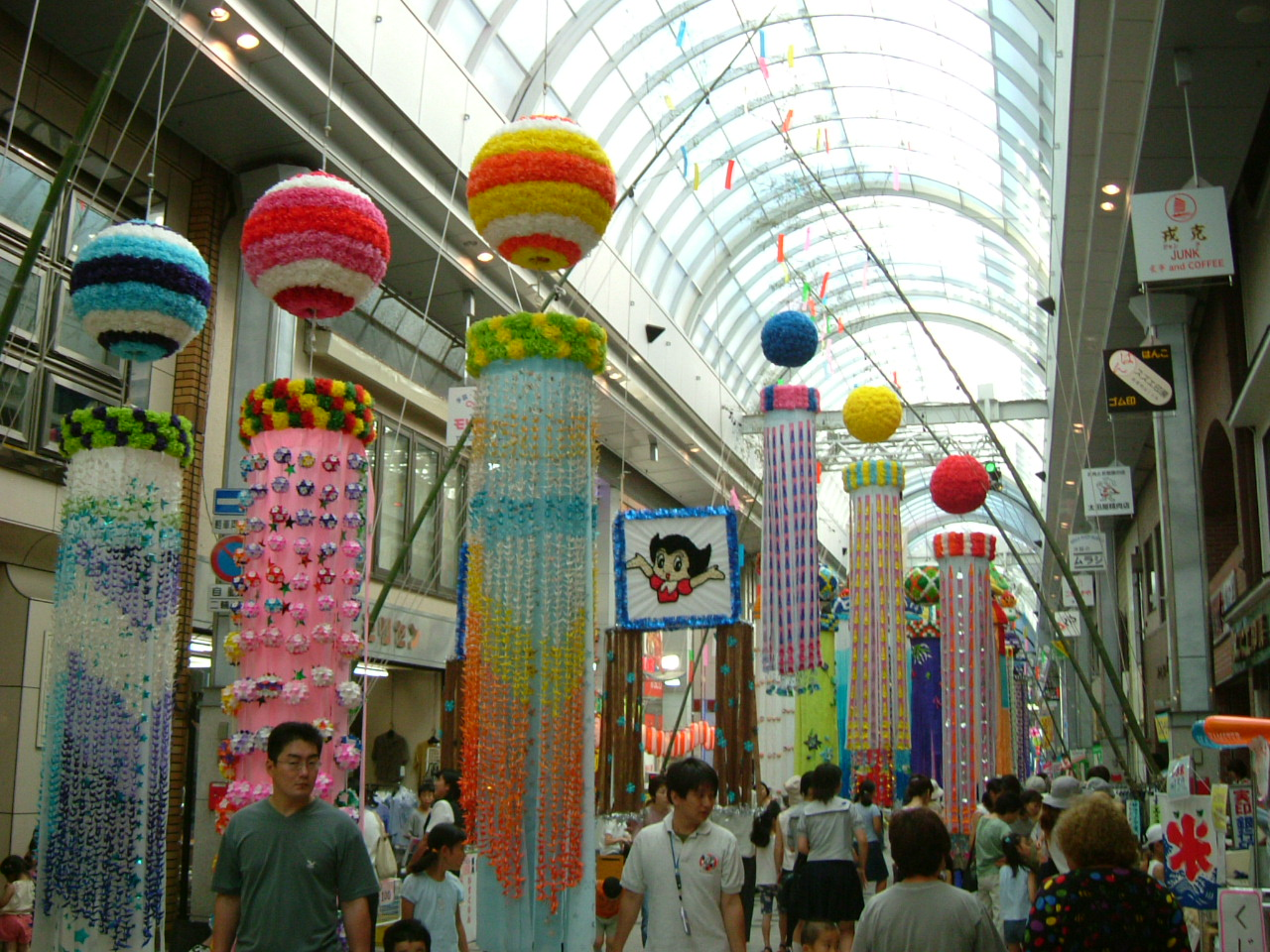
Einkaufsmeile in Morioka

Viele Depāto werden von Eisenbahnlinien auf dem Gelände ihrer Endbahnhöfe in den großen Metropolen betrieben, diese erkennt man zum Teil am Schriftzeichen für Eisenbahn (鉄, tetsu) oder Express (急, kyū) im Namen. Der Trend geht so weit, dass im typischen Straßenbild einer japanischen Stadt gar keine Bahnhöfe mehr erkennbar sind – Bahnhof und Kaufhaus sind verschmolzen. Der größte Komplex dieser Art ist der Bahnhof Shinjuku in Tokio, der die Linien von drei Bahngesellschaften (JR, Odakyū und Keiō), deren Kaufhäuser und dazu mehrere U-Bahnlinien beherbergt.
Die großen japanischen Depāto-Ketten betreiben auch Filialen in Übersee, zum einen um Japaner im Ausland zu bedienen (so auch drei – inzwischen wieder geschlossene – deutsche Mitsukoshi-Filialen), aber auch um neue Märkte zu erschließen, insbesondere in Taiwan und der Volksrepublik China.

## BedeutendeDepātos
Landesweit vertretene Depātos sind folgende, nachdem im ersten Jahrzehnt des 21. Jahrhunderts mehrere Zusammenschlüsse von regional auftretenden Depātos unter gemeinsamen Holdinggesellschaften erfolgten:
- H2O Retailing:
  - Hankyū Hyakkaten (阪急百貨店)
  - Hanshin Hyakkaten (阪神百貨店)
- J.Front Retailing:
  - Daimaru (大丸)
  - Matsuzakaya (松坂屋)
- Takashimaya (高島屋, Filialen in New York City, Taipei, Paris und Singapur)
- Mitsukoshi-Isetan Holdings:
  - Mitsukoshi (三越; Filialen in Shinkong Mitsukoshi in Hongkong und Taiwan)
  - Isetan (伊勢丹)
- Sogō-Seibu (100 %ige Tochter von Seven & I Holdings):
  - Seibu Hyakkaten (西武百貨店)
  - Sogō (そごう)

Weitere:
- Tōkyū Hyakkaten (東急百貨店)
- Matsuya (松屋)
- Izutsuya (井筒屋)
- Printemps Ginza (プランタン銀座)
- Kintetsu Hyakkaten (近鉄百貨店)
- Tōbu Hyakkaten (東武百貨店)
- Odakyū Hyakkaten (小田急百貨店)
- Keiō Hyakkaten (京王百貨店)
- Lumine (ルミネ)
- Parco (パルコ)
- Marui (丸井)